# 卡马斯
卡马斯，是西班牙安达卢西亚自治区塞维利亚省的一个市镇。 总面积12平方公里，总人口24966人（2001年），人口密度2081人/平方公里。